# 위치 기수법
위치 기수법(位置記數法)은 기수법의 하나이다. 자릿수와 관계없이 같은 기호를 쓰는 것이 특징이다. 밑 (수학)이 보통 이용된다. 고정 소수점을 사용하여 분수나 실수도 나타낼 수 있다.

## 표준
표준적인 기수법에서 음아닌 정수는 어떤 밑에 대하여 1~ 밑-1의 정수들을 자리수개 나열하여 나타낸다. 밑b에 대해 숫자열{\displaystyle d_{3}d_{2}d_{1}d_{0}}은 아래 다항식꼴의 값을 가진다.
{\displaystyle d_{3}\times b^{3}+d_{2}\times b^{2}+d_{1}\times b+d_{0}}.
표준적인 기수법은 밑 N에 대하여 N진법(base N)으로 부른다. 예를 들어 밑이 10인 표준적인 위치 기수법을 10진법이라고 한다.

## 비표준
위의 기준과 비슷하지만 어긋나는 것을 비표준 위치 기수법이라고 한다.

## 같이 보기
- 알고리즘 (수학)
- 비표준 위치 기수법
- 과학적 기수법
- 유효숫자